# Cultura gaudo

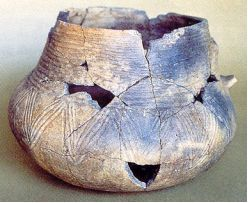
Cerámica gaudo.

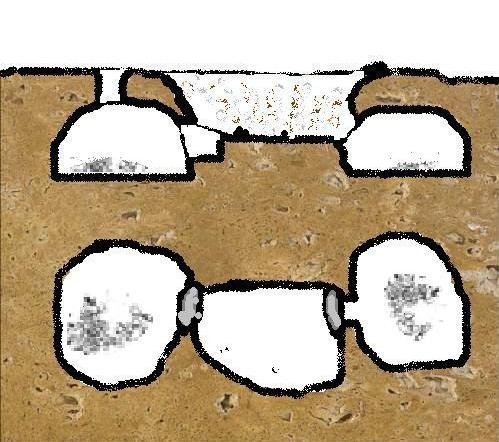
Tipología de una tumba gaudo.

La cultura gaudo o del Gaudo es una cultura neolítica propia del tercer milenio en del sur de la península itálica, originalmente de la región de Campania. Sus necrópolis paradigma se encuentran cerca de Paestum, no lejos de la desembocadura del río Sele. En ocasiones se señala como una cultura calcolítica debido a su uso primitivo de herramientas hechas de cobre.
Los gaudo son conocidos exclusivamente debido a sus necrópolis, por lo que se desconocen los aspectos de su cultura que no puedan inferirse a través de sus ritos funerarios. El museo arqueológico nacional de Paestum tiene en su haber un gran número de artefactos gaudos.

## Las necrópolis
Aunque las primeras evidencias arqueológicas del yacimiento gaudo datan del Paleolítico, la cultura se asocia generalmente con el periodo neolítico debido a sus necrópolis, para entonces plenamente desarrolladas. Éstas, situadas a 1 km de Paestum, ocupan cerca de 2.000 m² y contienen 34 tumbas. Fueron descubiertas a finales de 1943, durante la campaña de Italia (Segunda Guerra Mundial), a causa de la construcción de la pista de aterrizaje de Gaudo. El teniente John G. S. Brinson, arqueólogo británico, dirigió las excavaciones tras su descubrimiento. Las notas tomadas entonces por su mano se conservan en el Museo Arqueológico Nacional de Nápoles.
Cada tumba está marcada grosso modo con una roca y contiene una o dos cámaras de enterramiento de forma ovoide, con techos bajos y curvos, y precesidas por antecámaras. Cada una de ellas contienen múltiples esqueletos humanos en posición fetal, bien tumbados de lado o sobre sus espaldas. Hay evidencias que sugieren que el rito funerario gaudo exigía que un grupo de personas condujera el cuerpo a la cámara y sellara el hueco con una gran roca cuando este acabase. Aparentemente, los gaudo habrían utilizado las mismas tumbas una y otra vez, quizá para distintas generaciones; se ha observado que el cuerpo del fallecido más reciente se emplazaba en la zona trasera de la cámara, junto a los tenentes anteriores. Los fallecidos eran agasajados con cerámica fina, probablemente símbolos de su rango. También se han encontrado piezas cerámicas en las antecámaras, aunque de mayores dimensiones, formas más simples y escasamente decorada.
Además de las necrópolis de Paestum se conocen otras, como las de Taurasi, Éboli y Buccino.